# Maroantsetraia
Maroantsetraia is een geslacht van rechtvleugeligen uit de familie Euschmidtiidae. De wetenschappelijke naam van dit geslacht is voor het eerst geldig gepubliceerd in 1964 door Descamps.

## Soorten
Het geslacht Maroantsetraia  is monotypisch en omvat slechts de volgende soort:
- Maroantsetraia finoti (Saussure, 1903)